# Enfermedad de Rosai-Dorfman
La enfermedad de Rosai–Dorfman, también conocida como Histiocitosis sinusoidal es una rara enfermedad benigna de causa desconocida que se caracteriza por la sobreproducción de histiocitos, los cuales se acumulan en los ganglios linfáticos a través de todo el cuerpo. Las linfoadenopatías del cuello son el lugar más característico para la acumulación de histiocitos, aunque la acumulación también puede ser extraganglionar. La piel, el tracto respiratorio alto y las cavidades sinusales son los lugares extraganglionares que con mayor frecuencia se ven afectados. Los síntomas de la enfermedad pueden variar según el lugar que se vea comprometido. El nombre proviene de Ronald F. Dorfman y Juan Rosai. 

## Causa
Se desconoce la causa de la afección. Las causas infecciosas posibles, pero no comprobadas, son Klebsiella , poliomaviridae, virus de Epstein-Barr, parvovirus B19 y herpesvirus humano 6. Investigadores de la Universidad de Jilin sugirieron en 2017 que los monocitos reclutados en lesiones inflamatorias podrían producir un factor estimulante de colonias de macrófagos , lo que conduce a una transducción de señales compleja , que conduce a la histiocitosis característica de la enfermedad de Destombes-Rosai-Dorfma.

## Tratamiento
Algunos pacientes no presentan síntomas, presentan remisión espontánea, o tienen un curso recurrente/remitente, lo que dificulta decidir si se necesita tratamiento. En 2002, autores de la Universidad Sapienza de Roma declararon, basándose en una revisión exhaustiva de la literatura, que "cuando sea posible, es aconsejable la observación clínica sin tratamiento".
Las opciones terapéuticas incluyen cirugía, radioterapia y quimioterapia. La cirugía se utiliza para extirpar ganglios linfáticos únicos, lesiones del sistema nervioso central o enfermedades cutáneas localizadas. En 2014, Dalia y sus colegas escribieron que para los pacientes con enfermedad de Destombes-Rosai-Dorfman extensa o sistémica, "no se ha establecido un estándar de atención" con respecto a la radioterapia y la quimioterapia.